# Canberra Deep Space Communication Complex
Le Canberra Deep Space Communication Complex (CDSCC) est un téléport situé dans la vallée de la rivière Paddys (en), à Tidbinbilla (en), à environ 20 kilomètres de Canberra, sur le Territoire de la capitale australienne. Fondé officiellement le 19 mars 1965 par le premier ministre d'Australie Robert Menzies, le complexe fait partie du Deep Space Network (DSN) géré par le Jet Propulsion Laboratory (JPL) de la NASA. Les installations locales sont administrées par le Commonwealth Scientific and Industrial Research Organisation (CSIRO).
La station est séparée de Canberra par la rivière Murrumbidgee et par les Coolamon Ridge, Urambi Hills et Bullen Range, qui aident à bloquer les ondes radio provenant de la ville et nuisant aux antennes du site, situées tout près dans la Tidbinbilla Nature Reserve.

## Histoire

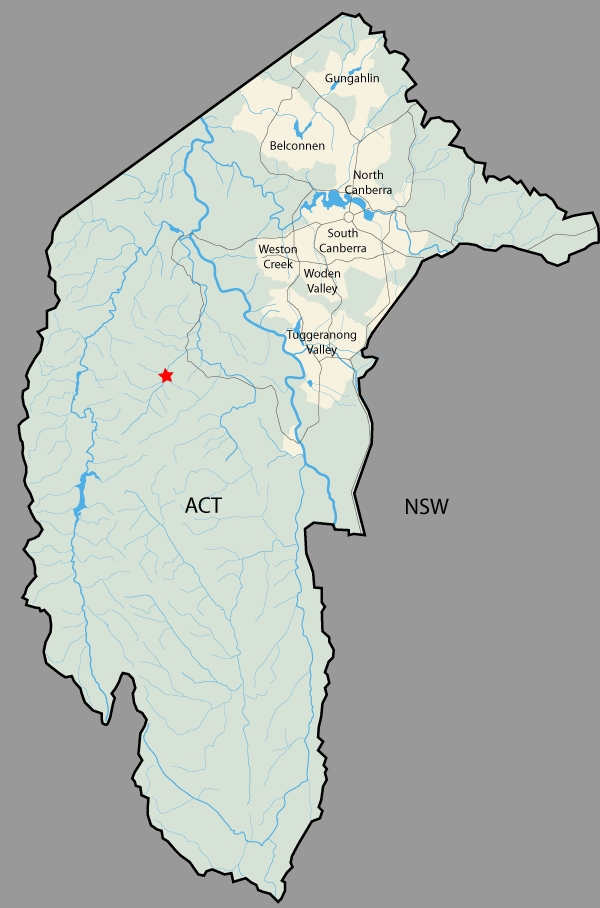
Carte de Tidbinbilla. L'emplacement du complexe est indiqué avec l'étoile rouge.

Au milieu des années 1960, la NASA construit trois téléports sur le Territoire de la capitale australienne. 
- Le Orroral Valley Tracking Station (en) (35° 37′ 43″ S, 148° 57′ 20,8″ E), ouvert en mai 1965 dans ce qui est maintenant en partie le parc national de Namadgi. Il a été fermé en 1985.

- Honeysuckle Creek Tracking Station (35° 35′ 01″ S, 148° 58′ 36″ E), ouvert en 1967 et principalement dédié aux missions lunaires Apollo. Après la fin du programme, la station a été utilisée pour soutenir Skylab jusqu'à la fin de ce dernier en 1979. Par la suite, la station est intégrée au Deep Space Network pour soutenir les programmes Viking et Voyager.
La station est fermée en 1981 et son antenne de 26 mètres de diamètre est déménagée au CDSCC, où elle a été renommée Deep Space Station 46.

- Le Tidbinbilla Tracking Station (renommé plus tard CDSCC), ouvert en 1965. Il est le seul téléport de la NASA toujours opérationnel en Australie. Lors du programme Apollo, il a notamment été utilisé pour positionner le module lunaire Apollo.

Pendant plusieurs années, le CDSCC est géré par divers sous-contractants externes. Ainsi, de 2003 à 2010, le site est géré par Raytheon Australia. En février 2010, le CSIRO reprend la gestion du CDSCC en créant le CASS (CSIRO Astronomy and Space Science). 
En mai de la même année, l'American Institute of Aeronautics and Astronautics classe DS 46 comme un Historical Aerospace Site.
Le complexe prévoit l'ajout de trois beam waveguide antenna de 34 mètres d'ici 2015. La construction de la première d'entre elles, DSS-35, a débuté en juillet 2010.

## Deep Space Network

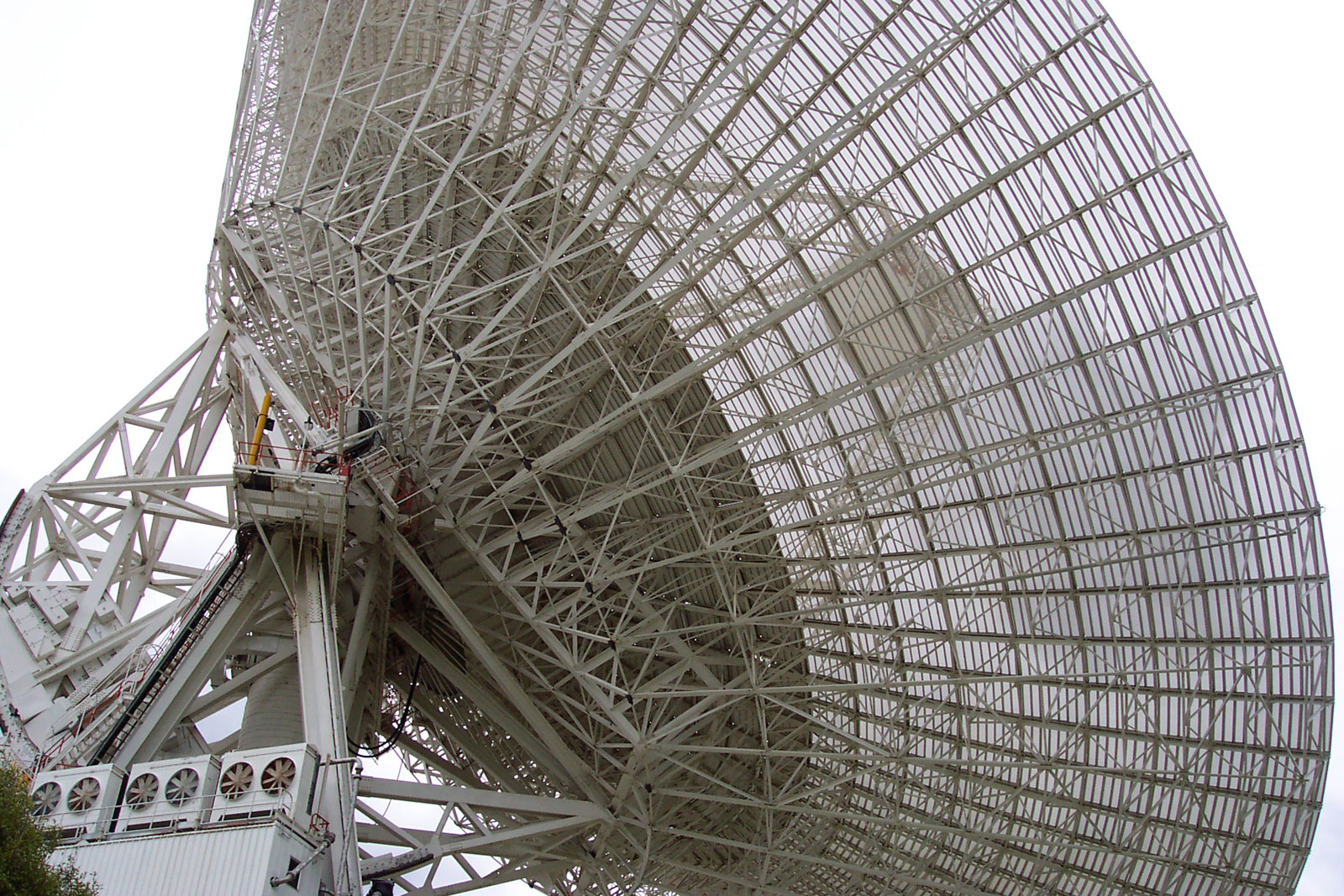
Radiotélescope de 70 mètres de diamètre du complexe.

Le CDSCC est, avec le Goldstone Deep Space Communications Complex situé en Californie et le Madrid Deep Space Communications Complex d'Espagne, l'un des trois complexes faisant partie du DSN, opéré par le Jet Propulsion Laboratory de la NASA. Les installations contribuent à maintenir les communications bidirectionnelles du DSN avec les vaisseaux spatiaux.
Les antennes du centre peuvent ainsi :
- Acquérir des données télémétrique des vaisseaux spatiaux, suivre leur position et vitesse et transmettre des directives à ces derniers,
- Réaliser des observations radioastronomiques,
- Mesurer des variations de longueurs d'onde d'ondes radio lors d'expériences radio.

## Installations

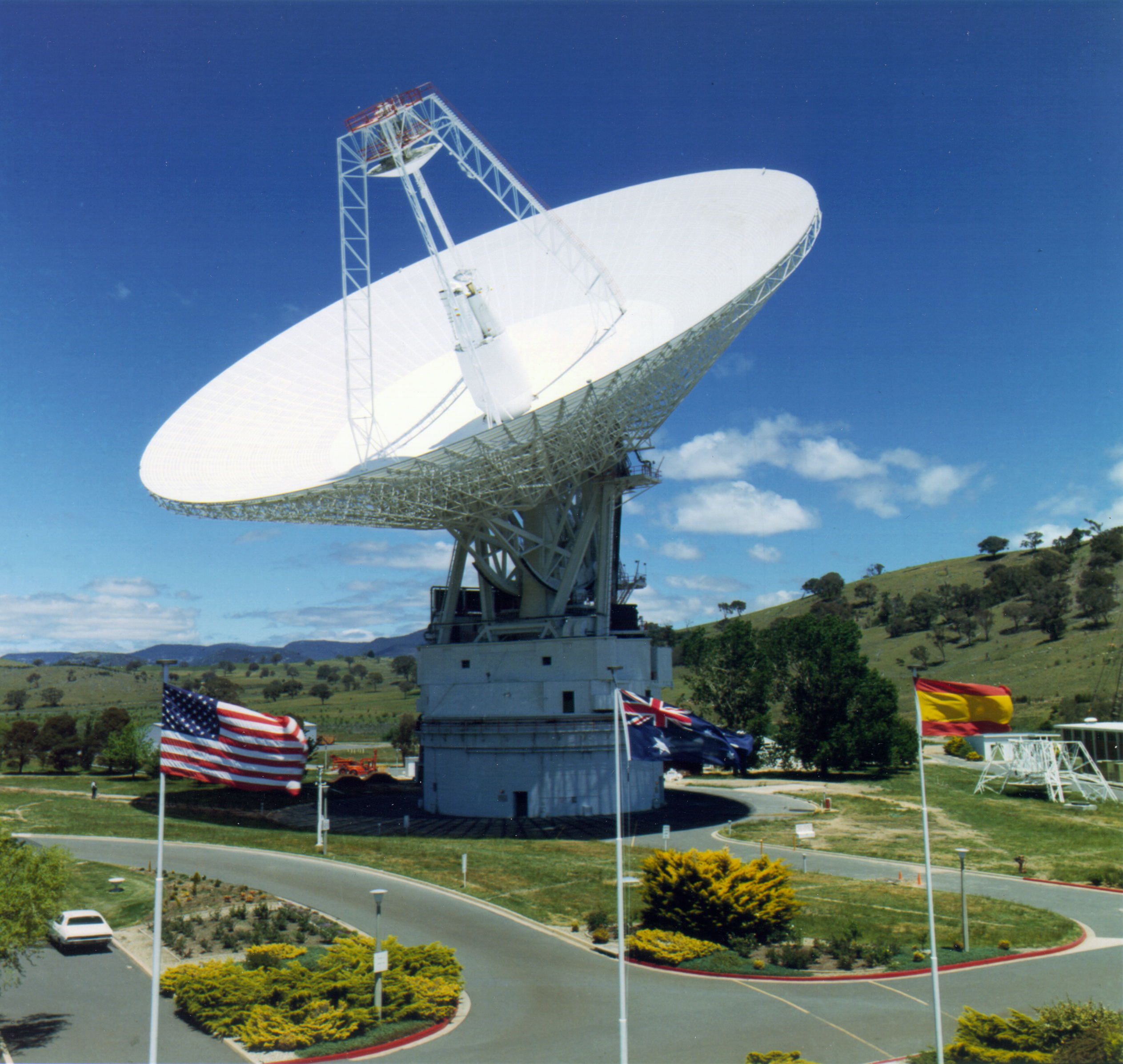
Canberra Deep Space Communication Complex.

Au milieu des années 2000, la station gère trois grandes antennes : DSS-34, DSS-43 et DSS-45. 
- DSS-34 est une beam waveguide antenna de 34 m. Construite en 1997, elle est l'antenne la plus récente du complexe.
- DSS-43 a été construite en 1973 et agrandie à 70 m en 1987. Elle est la plus grande antenne orientable de l'hémisphère sud. D'un poids dépassant les 3 000 tonnes, elle tourne sur un film d'huile d'environ 0,17 millimètres d'épaisseur.
La coupole est faite de 1 272 panneaux d'aluminium formant une surface de 4 180 mètres carrés
- DSS-45, construite en 1986, possède une coupole de 34 mètres.

La tour de collimation du complexe est située à environ 3 kilomètres au nord-ouest, sur la Black Hill.
Le CDSCC utilise parfois l'Observatoire de Parkes en Nouvelle-Galles du Sud.